# Annette Kuhn (Historikerin)
Annette Kuhn (* 22. Mai 1934 in Berlin; † 27. November 2019 in Bonn) war eine deutsche Historikerin sowie Friedens- und Frauenforscherin. Sie war von 1966 bis 1999 Professorin für Geschichtsdidaktik und später auch für Frauenforschung an der Pädagogischen Hochschule Rheinland (Abteilung Bonn) und nach deren Auflösung 1980 an der Universität Bonn. Sie war die Inhaberin des ersten Lehrstuhls für Frauengeschichte in der Bundesrepublik Deutschland.

## Leben
Annette Kuhn war die Tochter des jüdischen Philosophen Helmut Kuhn und seiner Frau Käthe, geb. Lewy. 1937 ging das Ehepaar Kuhn mit beiden Kindern ins Exil. Die erste Exilstation war das Kloster Pontigny in Frankreich, anschließend London und Haslemere (Surrey) in Großbritannien.
Reinhard Kuhn, der älteste Sohn des Ehepaars, besuchte für eine kurze Zeit die Stoatley Rough School in Haslemere, die von Hilde Lion geleitet wurde. Das Schulgeld erhielt Reinhard von Anita Warburg. Aufgrund unterschiedlicher pädagogischer Ansätze kam es zwischen dem Ehepaar Kuhn und Hilde Lion zu einem Konflikt, den auch Gertrud Bing nicht entschärfen konnte, so dass Reinhard von der Schule abgemeldet wurde. Anschließend besuchten Reinhard und seine Schwester Annette den Yafflesmead Kindergarten von Margaret Hutchinson, der nach der Fröbelschen Spielpädagogik aufgebaut war. Margaret Hutchinson schrieb:

„Annette is very happy at school. She enjoys her work. She concentrates well. She is able to use a pencil with good control in colouring, though she has yet no idea of pictorial representation. Her sense perceptions are accurate and she has been quick to learn English words taught in connection with her occupations. She understands what is said to her well. And her English accent has improved very much. (…)“

„Annette ist sehr glücklich in der Schule. Sie hat Spaß an ihrer Arbeit. Sie kann sich gut konzentrieren. Sie ist in der Lage, einen Bleistift kontrolliert zum Ausmalen zu benutzen, obwohl sie noch keine Vorstellung von bildlichen Darstellungen hat. Ihre Sinneswahrnehmungen sind genau und sie lernt schnell englische Wörter, die ihr im Zusammenhang mit bestimmten Bedeutungen beigebracht werden. Sie versteht gut, was zu ihr gesagt wird. Und ihr englischer Akzent hat sich sehr verbessert. (…)“

Mit der Unterstützung von Gertrud Bing, der Society for the Protection of Science and Learning (SPSL) und der amerikanischen Professorin Katherine Gilbert gelang der Familie Kuhn 1938 die Auswanderung in die USA. Helmut Kuhn erhielt eine Gastprofessur in der University of North Carolina at Chapel Hill, ab 1946/47 wurde er ordentlicher Professor und auch Vorsitzender des Departments of philosophy. Ab 1947 übernahm Helmut Kuhn einen Lehrstuhl für Philosophie an der privaten Emory-Universität. 1949 kehrte Helmut Kuhn mit seiner Frau Käthe und seiner Tochter Annette nach Deutschland zurück und übernahm einen Lehrstuhl an der Universität Erlangen, anschließend an der Universität München. Reinhard Kuhn wurde Professor für Romanistik an der Brown University.
Seit 1949 wieder zurück in Deutschland, ging Annette Kuhn ab 1951 auf die Elisabeth-von-Thadden-Schule in Heidelberg und machte dort im Frühjahr 1954 ihr Abitur. Im Sommersemester 1954 begann sie zunächst Geschichte, Germanistik, Anglistik und Philosophie an der Universität München zu studieren. Nach einem Aufenthalt am Connecticut College, damals noch for Women („für Frauen“), schloss sie 1959 ihr Studium in München mit einer Promotion bei Franz Schnabel über Die Staats- und Gesellschaftslehre Friedrich Schlegels ab. Anschließend ging sie zum Abschluss des Staatsexamens und der Habilitation an die Universität Heidelberg, wo sie maßgeblich von Werner Conze geprägt wurde. Von dort aus konvertierte sie, begleitet von Romano Guardini, wie zuvor schon die Eltern zum Katholizismus.
Bereits vor Abschluss ihrer Habilitation wurde sie 1966 als jüngste Professorin der Bundesrepublik Professorin für „Mittelalterliche und Neuere Geschichte und ihre Didaktik“ an der Pädagogischen Hochschule Bonn (zuständig für Lehrerausbildung und Diplompädagogik). Ihre Vorgängerin auf dem Lehrstuhl war die wegen ihres Engagements für die Friedensbewegung angefeindete Professorin Klara Marie Faßbinder. Kuhn hatte bis dahin keine didaktischen Veröffentlichungen und noch keine Unterrichtsstunden gegeben. In den 1960er und 1970er Jahren nahm sie in ihren Arbeiten zur kritischen kommunikativen Geschichtsdidaktik und Friedenspädagogik die Kritik und Forderungen von außerparlamentarischer sowie studentischer Opposition auf. Sie setzte sich mit Wolfgang Hilligens politikdidaktischem Ansatz, Jürgen Habermas’ Kritischer Theorie und Johan Galtungs Friedensforschung auseinander. 1980 wurde sie im Rahmen der Zusammenführung von Pädagogischer Hochschule und Universität Bonn in die neu eingerichtete Pädagogische Fakultät der Universität Bonn übernommen.
Seit 1968 war Annette Kuhn Mitglied in diversen universitären und außeruniversitären Gremien, so beispielsweise im Beirat der Körber-Stiftung zum „Schülerwettbewerb deutsche Geschichte“, im Kuratorium der Deutschen Gesellschaft für Friedens- und Konfliktforschung und Vorsitzende der Planungskommission Museum der Arbeit in Hamburg. Sie war Leiterin des Projekts der Volkswagenstiftung „Frau in der deutschen Geschichte“ und Leiterin des Projekts „Geschlechtsspezifisches Identitätslernen in der historisch-politischen Bildung“. Sie nahm verschiedene Gastprofessuren im Ausland wahr, so an der Universität Basel oder der University of Minnesota und hielt Gastvorlesungen im In- und Ausland, so in der Schweiz, in Schweden, in Österreich und in den USA. 1985 führte sie einen Kongress Frauengeschichte an der Universität Bonn durch und initiierte dort sowie im Frauenmuseum Bonn mehrere Ausstellungen.
Der emanzipatorische Aufbruch der Frauen prägte ihre wissenschaftliche Arbeit seit den 1980er-Jahren. 1986 erhielt sie die erste Professur für historische Frauenforschung, per Erlass verfügte die Wissenschaftsministerin eine Umwidmung des damaligen Lehrstuhls in „Didaktik der Geschichte, mittlere und neue Geschichte, sowie Frauengeschichte“. Diese Professur gilt zugleich als Start des Netzwerks Frauen- und Geschlechterforschung NRW. Sie trug dazu bei, dass eine neue sich kritisch erinnernde Sicht, auch an die jüngste deutsche Vergangenheit, möglich und in die Richtlinien für Geschichte und politische Bildung aufgenommen wurde. Diese Sichtweise stellte eine Provokation dar. Sie wurde von 1992 bis 1996 wegen ihrer zu der Studienordnung nicht passenden Themen vom Wissenschaftlichen Lehrerprüfungsamt in Bonn ausgeschlossen.
In wissenschaftlichen Veröffentlichungen und als Herausgeberin geschichtsdidaktischer und frauengeschichtlicher Periodika arbeitete sie an der Überwindung der tradierten Trennung von Wissenschaft und Weiblichkeit und begründete eine kritisch-feministische Erkenntnistheorie (vergleiche Feministische Wissenschaftstheorie). Sie orientierte sich an Christine de Pizan und der italienischen Philosophin Luisa Muraro.
Als wissenschaftliche Mentorin brachte sie wesentliche Projekte auf den Weg, um Frauenleistungen in der Geschichte sichtbar zu machen, u. a. die Quellen-Reihe „Frauen in der Geschichte“, die umfassende „Chronik der Frauen“ sowie mehrere große Ausstellungen zur Frauenkulturgeschichte. Kuhn war wissenschaftliche Leiterin der Ausstellung des Politeia-Projekts des Deutschen Bundestages zum Gender-Mainstreaming, die mit dem Bundestagspräsidenten Wolfgang Thierse und Marianne Hochgeschurz im Berliner Dom 2003 eröffnet wurde.
1999 wurde Annette Kuhn emeritiert.
2009 gründete sie die Annette-Kuhn-Stiftung zur Förderung frauenhistorischer Forschung und Bildung. Um die Ziele der Stiftung praktisch umzusetzen, wurde die Realisierung eines Hauses für Frauengeschichte angestrebt, welches 2012 in der Bonner Altstadt eröffnet wurde. Es lädt zu Veranstaltungen und zum Besuch der Dauerausstellung ein, die das Ziel verfolgt, Geschichte von den Anfängen bis zur Gegenwart aus der Perspektive der Frauen sichtbar zu machen. Bis 2010 erschienen die „Schriften aus dem Haus der FrauenGeschichte“ und die Zeitung „Spirale der Zeit“ (auch auf Englisch).
Annette Kuhn war Mitglied des Deutschen Akademikerinnenbundes, zu dessen 60-jährigem Bestehen sie mit Ursula Huffmann und Dorothea Frandsen den Band „Frauen in Wissenschaft und Politik“ herausgab.

## Ehrungen
- 2003: Ehrenpreisträgerin der Johanna-Loewenherz-Stiftung (Neuwied)[22]
- 2006: Bundesverdienstkreuz 1. Klasse[23]
- 2012: Hauptpreis der Stiftung Else Mayer

## Veröffentlichungen (Auswahl)
Monografien
- Die Staats- und Gesellschaftslehre Friedrich Schlegels. München 1959 (zugleich: Dissertation, LMU).
- Die Kirche im Ringen mit dem Sozialismus 1803–1848. Eine historische Studie. Pustet, München u. a. 1965.
- Theorie und Praxis historischer Friedensforschung. Klett Verlag, Stuttgart 1971, ISBN 3-466-42107-1.
- mit Gisela Haffmanns und Angela Genger: Historisch-politische Friedenserziehung (= Unterrichtsmodelle zur Friedenserziehung), München 1972, ISBN 978-3-466-30109-6.
- Einführung in die Didaktik der Geschichte. Kösel, München 1974, ISBN 3-466-35022-0.
- Die Englische Revolution (= Geschichte im Unterricht. Entwürfe und Materialien), München 1974, ISBN 978-3-466-35023-0.
- Die Französische Revolution (= Geschichte im Unterricht. Entwürfe und Materialien), Kösel Verlag, München 1975, ISBN 3-466-35026-3.
- Industrielle Revolution und gesellschaftlicher Wandel (= Geschichte im Unterricht. Entwürfe und Materialien), München 1977, ISBN 3-466-35027-1.
- mit Klaus Bergmann: Handbuch der Geschichtsdidaktik, 2 Bände, Düsseldorf 1979.
- mit Gerhard Schneider: Geschichtsunterricht 5–10. Urban und Schwarzenberg, München u. a. 1981. ISBN 3-541-41041-8.
- mit Valentine Rothe: Geschichtsdidaktisches Grundwissen. Ein Arbeits- und Studienbuch, München 1980.
- mit Sabine Kübler, Wilma Wirtz: Frauen im deutschen Faschismus 1933–1945, Frankfurt a. M. 1980.
- mit Doris Schubert: Frauen in der Nachkriegszeit und im Wirtschaftswunder 1945–1960, Frankfurt a. Main 1980.
- Die Bedeutung von Friedenserziehung heute. Beitrag zur Bildungspolitischen Konferenz zur Friedenserziehung, Marburg 1981.
- mit Valentine Rothe: Frauenpolitik im NS-Staat. Schwann, Düsseldorf 1982, ISBN 3-590-18013-7.
- mit Valentine Rothe: Frauenarbeit und Frauenwiderstand im NS-Staat. Schwann, Düsseldorf 1982, ISBN 3-590-18014-5.
- Historia. Frauengeschichte in der Spirale der Zeit, Barbara Budrich Verlag, Leverkusen/Farmington Hills 2010, ISBN 978-3-86649-261-5.

Als Herausgeberin und Mitherausgeberin
- mit Lothar Steinbach: Beiträge zum sozialwissenschaftlichen Lehrerstudium, Band 1 ff., Düsseldorf 1977.
- mit Gerhard Schneider: Geschichte lernen im Museum (= Geschichtsdidaktik, Band 3), Düsseldorf 1978, Schwann Verlag, ISBN 978-3-590-18005-5.
- mit Ann Marie Wolpe: Feminism and Materialism. Women and Modes of Production, London 1978, Routledge Library Edition, ISBN 978-0-415-75223-7.
- mit Klaus Bergmann u. a.: Handbuch der Geschichtsdidaktik, 2 Bände. Düsseldorf 1980.
- mit Gerhard Schneider: Geschichtsunterricht 5-10 (= Praxis und Theorie des Geschichtsunterrichts), München 1981.
- mit Jörn Rüsen, Ruth-Ellen B. Joeres, Gerhard Schneider, Werner Affeldt u. a. (Hrsg.): Frauen in der Geschichte. 5 Bände. Schwann, Düsseldorf (2. Band 1982, 3. Band 1983).
- mit Peter Ketsch: Frauen im Mittelalter. Frauenarbeit im Mittelalter (= Quellen und Materialien, Band 1), Frauenbild und Frauenrechte in Kirche und Gesellschaft, Band 2, Verlag Schwann-Bagel, Düsseldorf 1983/84, ISBN 978-3-590-18015-4.
- mit Bodo von Börries, Jörn Rüsen: Frau in der Geschichte I/II/III (= Geschichtsdidaktik, Studien, Materialien. Band 21), Düsseldorf 1984.
- mit Jochen-Christoph Kaiser: Frauen in der Kirche. Evangelische Frauenverbände im Spannungsfeld von Kirche und Gesellschaft 1890–1945 (= Quellen und Materialien, Geschichtsdidaktik. Band 27), Schwann Verlag, Düsseldorf 1985, ISBN 3-590-18038-2.
- mit Johanna Geyer-Kordesch: Frauenkörper, Medizin, Sexualität. Düsseldorf 1986.
- mit Anne Schlüter: Lila Schwarzbuch. Zur Diskriminierung von Frauen in der Wissenschaft, Düsseldorf 1986.
- mit Ursula Huffmann und Dorothea Frandsen: Frauen in Wissenschaft und Politik. Sammelband anlässlich des 60-jährigen Bestehens des Deutschen Akademikerinnenbundes e. V., Schwann Verlag, Düsseldorf 1987, ISBN 3-491-18063-5.
- Die Chronik der Frauen. Harenberg Verlag, Dortmund 1992, ISBN 3-611-00195-3.
- mit Valentine Rothe: Frauen in Geschichte und Gesellschaft, Band 1, Centaurus Verlag, Herbolzheim 1988 (bis Band 43).
- mit Valentine Rothe: Bonner Studien zur Frauengeschichte, Band 1 ff., Pfaffenweiler 1993.
- mit Valentine Rothe: Feministische Bibliografie zur Frauenforschung in der Kunstgeschichte. FrauenKunstGeschichte – Forschungsgruppe Marburg (= Frauen in Geschichte und Gesellschaft, Band 20), Centaurus Verlag, Pfaffenweiler 1993, ISBN 3-89085-400-1.
- mit Valentine Rothe: Frauenleben im NS-Alltag (= Bonner Studien zur Frauengeschichte, Band 2), Pfaffenweiler 1994.
- mit Marianne Pitzen: Stadt der Frauen. Szenarien aus spätmittelalterlicher Geschichte und zeitgenössischer Kunst. Frauen Museum, Seminar für Geschichte und ihre Didaktik und Politische Bildung, Lehrgebiet Frauengeschichte der Universität Bonn, Dortmund 1994, ISBN 3-905493-67-5.
- mit Valentine Rothe und Brigitte Mühlenbruch: 100 Jahre Frauenstudium. Frauen der Rheinischen Friedrich-Wilhelms-Universität Bonn, Dortmund 1996, ISBN 3-931782-11-5.
- Die Chronik der Frauen. Bertelsmann, Gütersloh 1996.
- mit Marlene Zinken, Marianne Hochgeschurz und Monika Hinterberger: Der unverstellte Blick. Unsere Mütter (aus)gezeichnet durch die Zeit 1938–1958. Töchter erinnern sich (= Schriften aus dem Haus der FrauenGeschichte Bonn), Barbara Budrich Verlag, Opladen/Farmington Hills 2007, ISBN 978-3-86649-136-6.
- mit Valentine Rothe: Christiane Goldenstedt: Les femmes dans la Résistance (= Frauen in Geschichte und Gesellschaft, Band 43), Dissertation, Centaurus Verlag, Herbolzheim 2006, ISBN 3-8255-0649-5.
- Kreisverwaltung Neuwied (Hrsg.): Spurensuche Johanna Loewenherz. Versuch einer Biografie, Peter Kehrein Verlag, Neuwied 2008, ISBN 3-934125-10-7.
- mit Susanne Flecken-Büttner, Monika Hinterberger: „Da wir alle Bürgerinnen sind…“. Frauen- und Geschlechtergeschichte in historischen Museen (= Schriften aus dem Haus der FrauenGeschichte Bonn. Band 2), Barbara Budrich Verlag, Opladen/Farmington Hills 2008, ISBN 978-3-86649-129-8.
- Barbara Degen: „Das Herz schlägt in Ravensbrück.“ Die Gedenkkultur der Frauen (= Schriften aus dem Haus der FrauenGeschichte Bonn, Band 5), Barbara Budrich Verlag, Opladen/Farmington Hills 2010, ISBN 978-3-86649-288-2.

Zeitschriften
- Geschichtsdidaktik. 1976–1987.
- International Journal of Political Education.
- mit Christina von Braun, Hannelore Bublitz, Doris Lemmermühle-Thüsing, Valentine Rothe, Anne Schlüter, Uta C. Schmidt, Leonore Wenschkewitz und Susanne Thurn: METIS. Zeitschrift für historische Frauenforschung und feministische Praxis.
- Spirale der Zeit. Zeitschrift aus dem Haus der FrauenGeschichte Bonn, 4 Jahrgänge, Barbara Budrich Verlag, Opladen/Farmington Hills 2007–2010, ISSN 1864-5275 (auch auf Englisch).

Aufsätze
- Die Macht im Wandel der Herrschaftsstrukturen. In: Helmut Kuhn u. a. (Hrsg.): Interpretation der Welt. Festschrift für Romano Guardini zum achtzigsten Geburtstag, Würzburg 1962, S. 268–298.
- Was heißt »christlich-sozial«? Zur Entstehungsgeschichte eines politischen Begriffs. In: Zeitschrift für Politik. Band 10, 1963, S. 102–122.
- Der Herrschaftsanspruch der Gesellschaft und die Kirche. In: Historische Zeitschrift. Band 201, 1965, S. 334–358.
- Geschichte – eine Bildungsmacht. In: Geschichte in Wissenschaft und Unterricht 20, 1969, S. 449–454.
- Kirche und soziale Frage. In: Zeitschrift für Politik. Band 13, 1969, S. 421–428.
- Wozu Geschichtsunterricht? Oder ist ein Geschichtsunterricht im Interesse des Schülers möglich? In: Geschichtsdidaktik. Band 1, 1976, S. 39–47.
- Didaktische Kriterien für die Darstellung der Religion und der Kirche im industriellen Zeitalter in westeuropäischen Lehrbüchern der Geschichte. In: Religion und Kirchen im industriellen Zeitalter (= Schriftenreihe des Georg-Eckert-Instituts für Internationale Schulbuchforschung. Band 23), Braunschweig 1976, S. 78–92.
- Bismarck und die Reichsgründungszeit. Didaktische Überlegungen zum Verhältnis von Personen- und Gesellschaftsgeschichte. In: Michael Bösch (Hrsg.): Persönlichkeit und Struktur in der Geschichte. Historische Bestandsaufnahme und didaktische Implikationen, Schwann Verlag, Düsseldorf 1977, ISBN 978-3-590-18004-8, S. 125–178.
- mit Bodo von Börries: Ansätze zu einem frauengeschichtlichen Curriculum. In: Geschichtsdidaktik. Band 3, 1978, Heft 4 (= Frau in der Geschichte. Band 1), S. 312–339.
- Das Geschlecht – eine historische Kategorie? (= Frau in der Geschichte. Band 4). Düsseldorf 1985.
- mit Ruth Ferrari und Wilma Wirtz-Weinrich: Frauen fordern ihre Rechte (1789–1795). Fachdidaktische und fachwissenschaftliche Annäherungen. In: Helga Grubitzsch, Hannelore Cyrus und Elke Haarbusch (Hrsg.): Grenzgängerinnen. Revolutionäre Frauen im 18. und 19. Jahrhundert. Weibliche Wirklichkeit und männliche Phantasien, Düsseldorf 1985, S. 257–328.
- Oral history – feministisch. In: Hannes Heer (Hrsg.): Geschichte entdecken. Erfahrungen und Projekte der neuen Geschichtsbewegung, Reinbek 1985, S. 165–173.
- Die Frauengeschichtsforschung in der Bundesrepublik – der feministische Grundkonsens, Tendenzen, Perspektiven. In: Zeitschrift für Evangelische Ethik. Band 29, 1985, S. 86–98.
- Didaktische Anmerkungen zur Technikgeschichte im historisch-sozialwissenschaftlichen Lernbereich. In: Wolfgang König und Karl-Heinz-Ludwig (Hrsg.): Technikgeschichte in Schule und Hochschule, Köln 1987, S. 174–205.
- Die Frauenbildungspolitik der bürgerlichen Frauenbewegung. Ein Rückblick auf das Lebenswerk von Helene Lange. In: Annette Kuhn, Dorothea Frandsen und Ursula Huffmann (Hrsg.): Frauen in Wissenschaft und Politik, Düsseldorf 1987, S. 179–191.
- Nationalsozialismus. In: Anneliese Lissner, Rita Süssmuth und Karin Walter (Hrsg.): Frauenlexikon. Traditionen, Fakten, Perspektiven, Freiburg 1988, Sp. 811–821.
- Power and powerlessness. Women after 1945, or continuity of the ideology of feminity. In: German History. Vol. 7, 1989, S. 35–46.
- Frauengeschichte zwischen fachwissenschaftlicher Herausforderung und gesellschaftlichem Anspruch. In: Ringvorlesungen zu frauenspezifischen Themen, Johannes Gutenberg-Universität Mainz, Band 1, Mainz 1990, S. 127–139.
- Der Wahn des Weibes, dem Manne gleich zu sein. In: Marieluise Christadler (Hrsg.): Freiheit, Gleichheit, Weiblichkeit, Opladen 1990, S. 37–54.
- Frauengeschichtsforschung. Zeitgemäße und unzeitgemäße Betrachtungen zum Stand einer neuen Disziplin. In: Aus Politik und Zeitgeschichte. Beilage zur Wochenzeitung „Das Parlament“, B 34–35/90 vom 17. August 1990, S. 3–15.
- Die Verwirklichung der Gleichstellung von Frauen in der Politik. In: Vierzig Jahre politische Bildung in der Demokratie. Dokumentation. Kongress im Berliner Reichstag vom 10.–12. November 1989, Bonn 1990, S. 169–175.
- Frauengeschichte im Unterricht – Ein integrativer Ansatz. In: Hans Süssmuth (Hrsg.): Geschichtsunterricht im vereinten Deutschland. Teil 2: Auf der Suche nach Neuorientierung, Baden-Baden 1991, S. 206–215.
- Die Täterschaft deutscher Frauen im NS-System – Traditionen, Dimensionen, Wandlungen. In: Polis. Analysen, Meinungen, Debatten (= Schriftenreihe der Hessischen Landeszentrale für politische Bildung. Band 7), Wiesbaden 1994, S. 4–31.
- Die politische Kultur von Frauen – ein Mittel gegen Rechtsextremismus und Gewalt. Betrachtungen zum transformatorischen politischen Verhalten von Frauen von der Weimarer Republik bis zur Gegenwart. In: Monika Engel, Barbara Menke (Hrsg.): Weibliche Lebenswelten – gewaltlos (= agenda Frauen. Band 7), Münster 1995, S. 20–43.

Autobiografie
- Ich trage einen goldenen Stern. Ein Frauenleben in Deutschland. Aufbau, Berlin 2003, ISBN 3-351-02556-4.